# Nyctimystes foricula
Nyctimystes foricula là một loài ếch thuộc họ Pelodryadidae.
Đây là loài đặc hữu của Papua New Guinea.
Môi trường sống tự nhiên của chúng là vùng núi ẩm nhiệt đới hoặc cận nhiệt đới, sông ngòi, vườn nông thôn, và rừng trước đây suy thoái nghiêm trọng.